# Granville County
Granville County ist ein County im Bundesstaat North Carolina der Vereinigten Staaten. Der Verwaltungssitz (County Seat) ist Oxford.

## Geographie
Das County liegt im Norden von North Carolina, grenzt an Virginia und hat eine Fläche von 1390 Quadratkilometern, wovon 14 Quadratkilometer Wasserfläche sind. Es grenzt im Uhrzeigersinn an folgende Countys: Vance County, Franklin County, Wake County, Durham County und Person County in North Carolina sowie Halifax County und Mecklenburg County in Virginia.
Granville County ist in neun Townships aufgeteilt: Brassfield, Dutch Creek, Fishing Creek, Oak Hill, Oxford, Salem, Sassafras Fork, Tally Ho und Walnut Grove.
Im Süden des Granville Countys befindet sich ein kleiner Teil des Falls Lake, im Norden ragen einige Buchten des John H. Kerr Reservoirs auf das Gebiet des Countys. Zudem hat es Anteil am kleinen Island Creek Reservoir.

## Geschichte
Granville County wurde 1746 aus Teilen des Edgecombe County gebildet. Benannt wurde es nach John Carteret, 2. Earl Granville.
45 Bauwerke und Stätten des Countys sind insgesamt im National Register of Historic Places eingetragen (Stand 2. März 2018).

## Demografische Daten
Nach der Volkszählung im Jahr 2000 lebten im Granville County 48.498 Menschen in 16.654 Haushalten und 12.040 Familien. Die Bevölkerungsdichte betrug 35 Einwohner pro Quadratkilometer. Ethnisch betrachtet setzte sich die Bevölkerung zusammen aus 60,74 Prozent Weißen, 34,94 Prozent Afroamerikanern, 0,46 Prozent amerikanischen Ureinwohnern, 0,36 Prozent Asiaten, 0,02 Prozent Bewohnern aus dem pazifischen Inselraum und 2,43 Prozent aus anderen ethnischen Gruppen; 1,06 Prozent stammten von zwei oder mehr Ethnien ab. 4,02 Prozent der Bevölkerung waren spanischer oder lateinamerikanischer Abstammung.
Von den 16.654 Haushalten hatten 33,3 Prozent Kinder unter 18 Jahren, die bei ihnen lebten. 53,1 Prozent davon waren verheiratete, zusammenlebende Paare, 15,0 Prozent waren allein erziehende Mütter und 27,7 Prozent waren keine Familien. 23,9 Prozent waren Singlehaushalte und in 9,0 Prozent lebten Menschen mit 65 Jahren oder älter. Die Durchschnittshaushaltsgröße betrug 2,58 und die durchschnittliche Familiengröße war 3,05 Personen.
23,9 Prozent der Bevölkerung waren unter 18 Jahre alt. 8,5 Prozent zwischen 18 und 24 Jahre, 33,3 Prozent zwischen 25 und 44 Jahre, 22,8 Prozent zwischen 45 und 64, und 11,4 Prozent waren 65 Jahre alt oder Älter. Das Durchschnittsalter betrug 36 Jahre. Auf alle weibliche Personen kamen 110,7 männliche Personen. Auf alle Frauen im Alter von 18 Jahren oder darüber kamen 111,3 Männer.
Das jährliche Durchschnittseinkommen eines Haushalts betrug 39.965 $ und das jährliche Durchschnittseinkommen einer Familie betrug 46.013 $. Männer hatten ein durchschnittliches Einkommen von 30.418 $ gegenüber den Frauen mit 24.840 $. Das Prokopfeinkommen betrug 17.118 $. 11,7 Prozent der Bevölkerung und 9,0 Prozent der Familien lebten unterhalb der Armutsgrenze. 15,2 Prozent von ihnen sind Kinder und Jugendliche unter 18 Jahre und 14,1 Prozent sind 65 Jahre oder älter.